# Bernhard Endrulat
Bernhard Ferdinand Julius Endrulat (* 24. August 1828 in Berlin; † 17. Februar 1886 in Posen) war ein deutscher Lehrer, Historiker und Archivar.

## Leben
Bernhard Endrulat wurde am 24. August 1828 in Berlin geboren. Zunächst auf der königlichen Realschule, dann auf dem Joachimsthalschen Gymnasium und zuletzt auf dem Friedrich-Wilhelms-Gymnasium seiner Vaterstadt, das er Ostern 1848 mit dem Reifezeugnis bestand, vorgebildet, studierte er Philologie sowie Philosophie an der Universität Berlin. Während seines Studiums wurde er im Corps Marchia Berlin aktiv, in das er 1849 recipiert wurde. Im Frühjahr 1849 allerdings musste er das Studium abbrechen. Mit der vierten Artilleriebrigade zu Erfurt, in die er eingetreten war, ging er nach Schleswig-Holstein, um an den Kämpfen um die Unabhängigkeit der Herzogtümer teilzunehmen. Am 10. Juli 1849 wurde der Krieg beendet, woraufhin Endrulat in seine Heimat zurückkehrte. Als Offizierskandidat des zweiten holsteinischen Jägerkorps nahm er an den Feldzügen 1850 teil, wobei er sich an der Schlacht bei Idstedt am 25. Juli, bei der Schlacht von Düvenstedt am 8. August, zu Missunde am 12. September und bei Mölhorst am 31. Dezember beteiligte. Nachdem Schleswig-Holstein von Österreich und Preußen entwaffnet wurde, verließ Endrulat am 14. Februar 1851 das Militär. In der Folgezeit war er mehrmals in Holstein Hauslehrer.
Als Geschichts- und Literaturlehrer wurde Endrulat schließlich 1854 an die Hamburger höhere Mädchenschule berufen. Daneben beschäftigte er sich privat mit Botanik und Entomologie. 1864 ernannte ihn Friedrich VIII. von Schleswig-Holstein zum Leiter seines Preßbureaus, seit 1866 wirkte Endrulat aber weiterhin als privater Schriftsteller und Lehrer. So war er ab 1868 für vier Jahre Redakteur der Itzehoer Nachrichten und arbeitete im Folgenden bis 1876 als Mitarbeiter, teils auch Redakteur, mehrerer Zeitungen in Straßburg. Weil ihm aber das Verwaltungssystem des Präsidenten Eduard von Moeller missfiel, trat er am 7. Dezember 1876 eine Stelle als Kandidat am königlichen Staatsarchiv in Düsseldorf an. Nachdem er seine dreimonatige Probezeit bestanden hatte, wurde er am 1. April 1878 schließlich wirklicher Archivsekretär. Als Kommissar war er außerdem seit dem 1. Mai 1881 dafür zuständig, das Reichskammergerichtsarchiv zu Wetzlar aufzubauen. 1882 wurde er an dieses Archiv als Staatsarchivar berufen und als solcher 1885 nach Posen. Diesem Amt ging er mit Eifer nach, daneben gründete er die Historische Gesellschaft für die Provinz Posen, deren erster stellvertretender Vorsitzender und Redakteur der Vereinszeitschrift er seit dem 17. März 1885 war, aber am 17. Februar des nächsten Jahres als solcher an einer Herzkrankheit starb.
Endrulat veröffentlichte Gedichtsammlungen und kleine historische Werke, von denen eine Arbeit über niederrheinische Städtesiegel hervorzuheben ist. Ansonsten schrieb er insgesamt achtzehn Artikel für die Allgemeine Deutsche Biographie.

## Veröffentlichungen
- Von einem verlorenen Posten. Ein Buch der Erinnerung an Schleswig-Holstein. Würger, Hamburg 1857.

- Niederrheinische Städtesiegel des 12. bis 16. Jahrhunderts. L. Voß, Düsseldorf 1882 (Google Books).
- Ein Kaiserfest im „Malkasten“ zu Düsseldorf und 11 in Holzschnitt ausgeführten Originalzeichnungen. – Düsseldorf : Voß, 1878. Digitalisierte Ausgabe der Universitäts- und Landesbibliothek Düsseldorf